# オソルコン1世
オソルコン1世（Osorkon I、在位：紀元前921 - 887年頃）は古代エジプト第22王朝の第2代ファラオ。即位名は「力強きラーの出現」を意味するセケムケペルラー 。

## 概要
父シェションク1世によって再統一された国土を受け継ぎ、その維持に努めた。叔父のイウプトの後任として息子のシェションクCをアメンの大司祭に任じ、テーベのアメン神官団を王の庇護下に置いた。この政策には、上エジプトで大きな支配力を持ち、しばしば王権を脅かす彼らを統制する意図もあった。
オソルコン1世の治世は大きな動乱もなく、平和裏に30年以上続いた。また、出身地のブバスティスを中心に多数の神殿の建築事業を行い、国内を繁栄させた。
王の後継者のシェションク2世は大司祭シェションクCと同一人物とされるが、それを示す確実な史料はない。タニスのシェションク2世の墓からは、彼がむしろオソルコン1世の兄弟で、シェションク1世の息子である事を示唆する副葬品が見つかっており、両者が別人であるという立場を取る研究者も多い。また、シェションクCは父王よりも先に死去している。
いずれにせよ、シェションク2世の治世は短命に終わり、オソルコン1世の次子タケロト1世が実質的な後継者としてエジプトを治めた。